# Coeliopsis hyacinthosma
Coeliopsis hyacinthosma Rchb.f., 1872 è una pianta epifita della famiglia delle Orchidacee. È l'unica specie del genere Coeliopsis.

## Descrizione
È una specie epifita con pseudobulbi ovoidali o subconici e 2-4 foglie ellittico-lanceolate, plicate, acuminate. I fiori, bianchi e di consistenza cerosa, sonoriuniti in infiorescenze racemose, ed emanano un odore intenso che ricorda quello dei giacinti.

## Biologia
Si riproduce per impollinazione entomogama. Gli insetti impollinatori sono api euglossine dei generi Eulaema e Eufriesea

## Distribuzione e habitat
Questa specie è diffusa in America centrale (Costa Rica, Panama) e nella parte nord-occidentale dell'America meridionale (Colombia e Ecuador).
Il suo habitat è la foresta pluviale. Cresce dal livello del mare sino a 1.000 m di altitudine.